# Chaim Gross

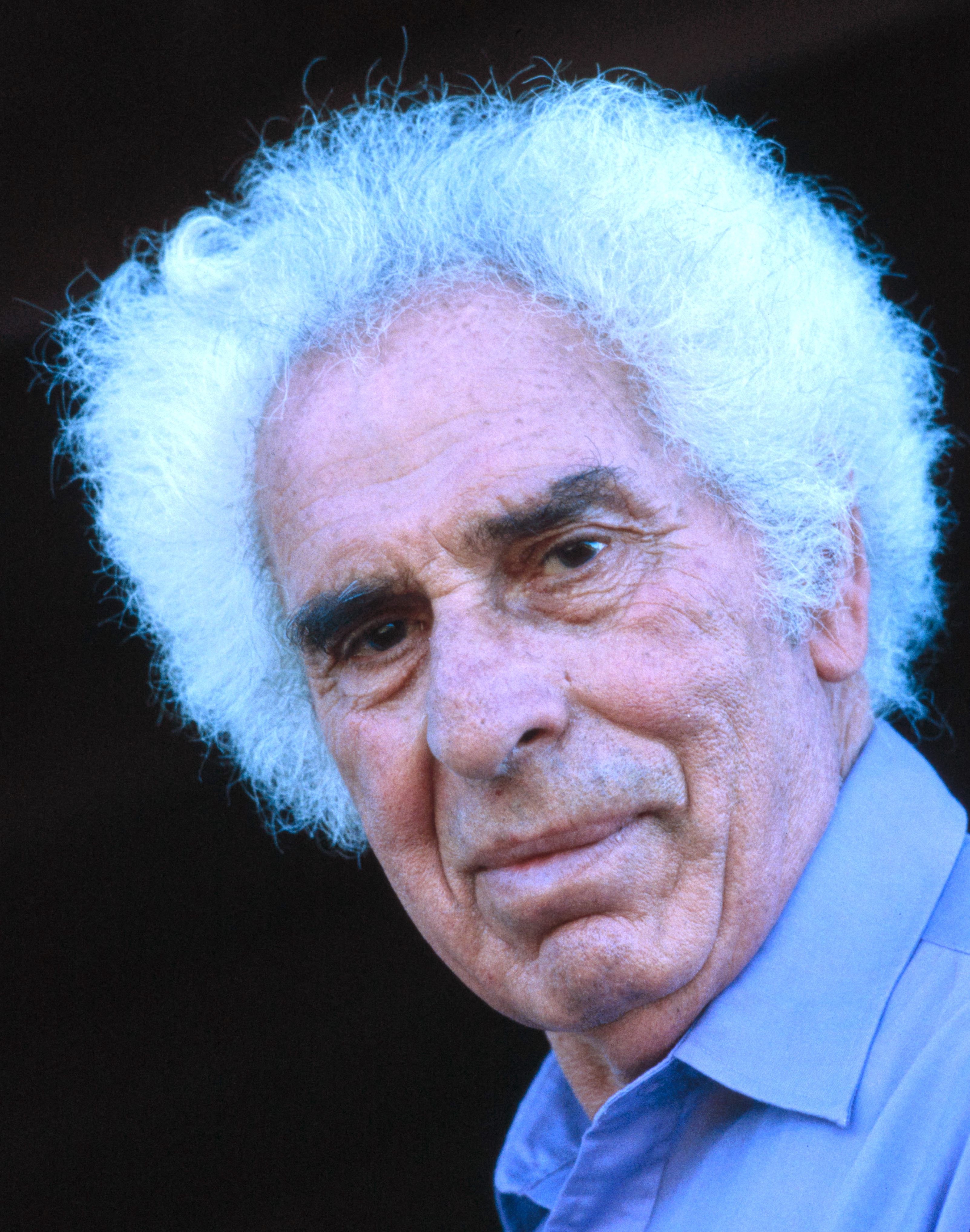
Chaim Gross, 1983

Chaim Gross (* 17. März 1904 in Wolowa, Österreich-Ungarn; † 5. Mai 1991 in New York City) war ein US-amerikanischer Bildhauer und Zeichner jüdischer Herkunft. Er wirkte von 1921 bis zu seinem Tod in New York City und ist bekannt für seine Holz-, Stein- und Bronzeskulpturen, die Akrobaten, Tänzern und Familiengruppen darstellen.

## Leben

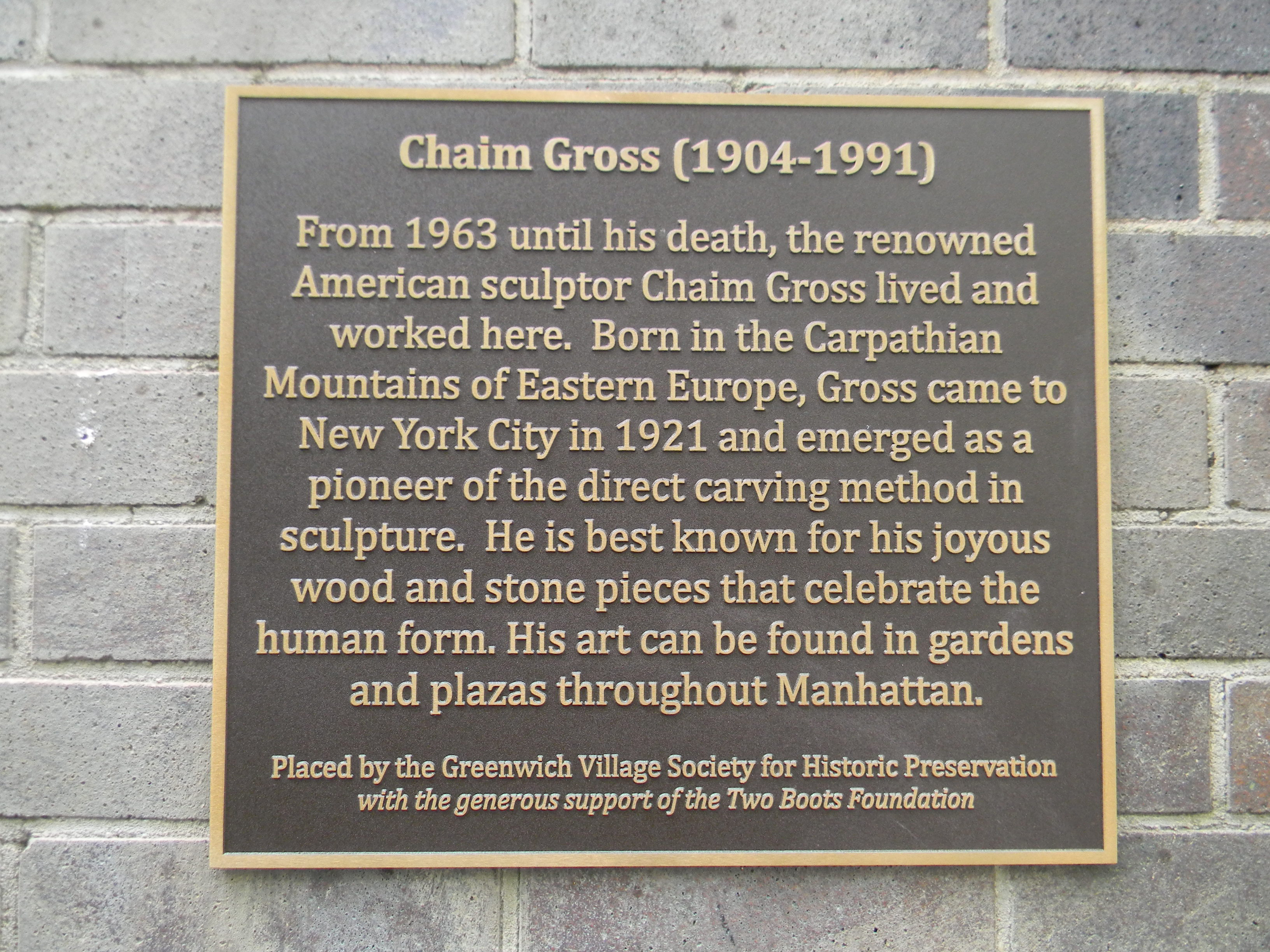
Gedenktafel der Greenwich Village Society for Historic Preservation, enthüllt am 6. Oktober 2016

Chaim Gross wurde 1902 in Wolowa in Galizien (damals Österreich-Ungarn, heute Ukraine) geboren. 1911 zog seine Familie nach Kolomyja. Während des Ersten Weltkriegs floh die Familie vor den einmarschierenden russischen Truppen, kehrte aber 1915 nach der Rückeroberung durch Österreich zurück. Nach Kriegsende besuchte Chaim Gross zusammen mit seinem Bruder Avrom-Leib die Kunstakademie in Budapest, wo er bei Béla Uitz studierte. Nach der Machtübernahme von Miklós Horthy 1919 wurden viele jüdische Bürger und Ausländer ausgewiesen, darunter auch Chaim Gross. Er studierte daraufhin kurz an der Kunstgewerbeschule in Wien, bevor er 1921 nach New York emigrierte. In New York City setzte Gross sein Studium an der Educational Alliance Art School bei Abbo Ostrowsky fort. Ab 1922 stellte er dort aus und wurde später Dozent. Er besuchte auch das Beaux-Arts Institute of Design (1922–1925), wo er mit Elie Nadelman arbeitete, und 1926 die Art Students League of New York unter Robert Laurent.
Seine erste Einzelausstellung fand 1932 in der New Yorker Galerie 144 statt. Im selben Jahr heiratete er Renee Nechin (1909–2005), mit der er zwei Kinder hatte, darunter die Künstlerin Mimi Gross. Ab 1933 arbeitete Gross im Rahmen des Public Works of Art Project (PWAP) und der Works Progress Administration (WPA). Er unterrichtete, fertigte Skulpturen für Schulen und öffentliche Gebäude an und schuf Werke für Bundesgebäude wie das Federal Trade Commission Building. Er nahm auch an der Weltausstellung 1939 in New York teil. Internationale Anerkennung erhielt er 1937 mit einer Silbermedaille auf der Weltausstellung in Paris. 1949 erschien das erste umfassende Werkverzeichnis Chaim Gross, Sculptor von Josef Vincent Lombardo.
Ab den 1950er Jahren arbeitete Gross verstärkt in Bronze und ließ Skulpturen in renommierten Gießereien in Rom anfertigen. 1959 wurden seine Arbeiten in der Ausstellung Four American Expressionists im Whitney Museum gezeigt. 1963 zog er mit seiner Familie in ein historisches Stadthaus in Greenwich Village, aus dem später die Renee & Chaim Gross Foundation hervorging. In den 1970er Jahren fanden mehrere Retrospektiven seines Werkes statt, unter anderem im Smithsonian American Art Museum (1974) und im Jewish Museum New York (1977). Seine Sammlung afrikanischer Skulpturen wurde 1976 im Worcester Art Museum ausgestellt (und 2009 bei Sotheby’s in New York versteigert). 1984 wurde er in die American Academy of Arts and Letters aufgenommen.
Chaim Gross starb im Mai 1991 in New York und wurde auf dem Mount Lebanon Friedhof in Queens beigesetzt. Im selben Jahr hielt Allen Ginsberg in der American Academy of Arts and Letters eine Gedenkrede zu seinen Ehren.

## Werk

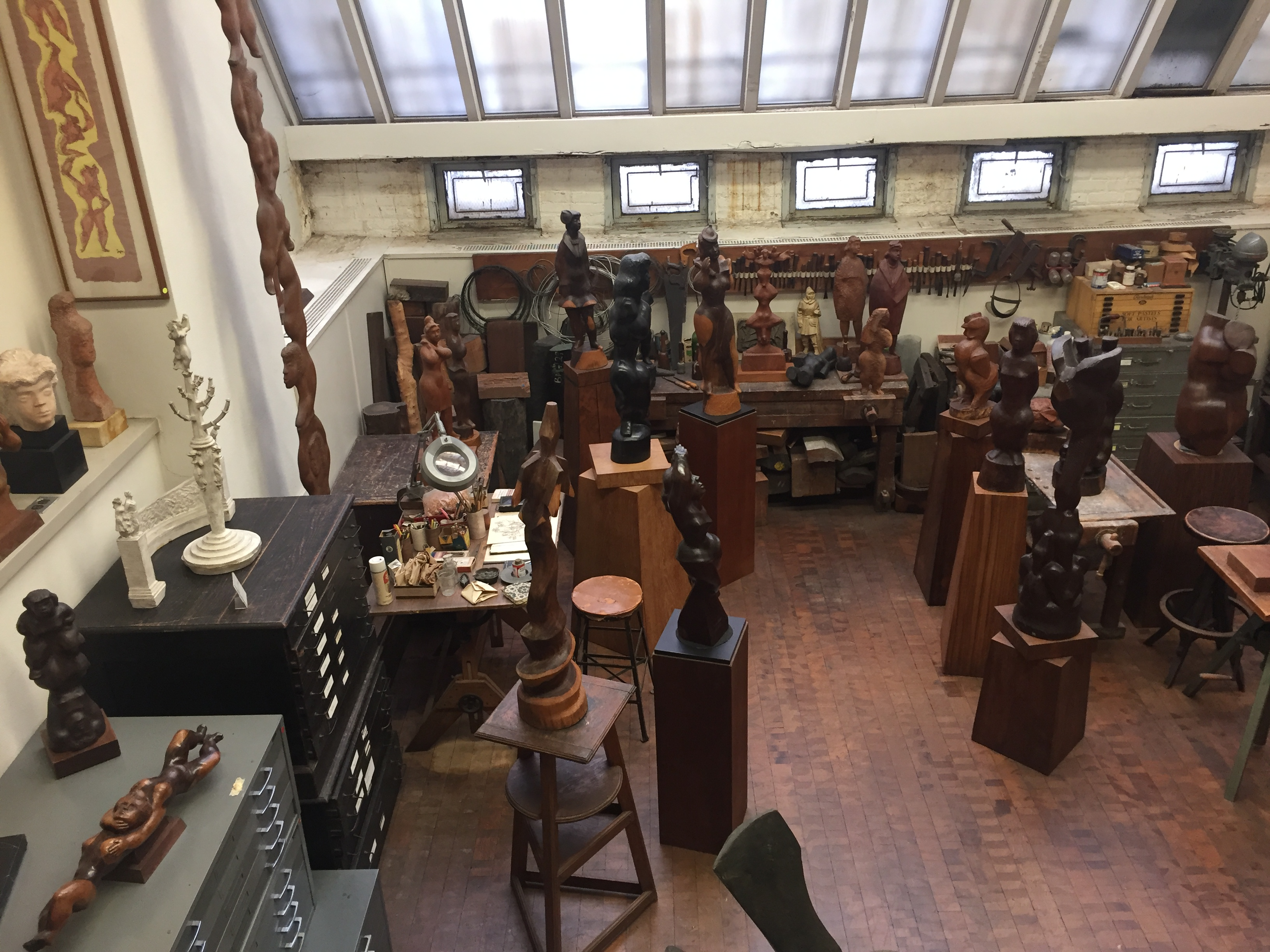
Chaim Gross, Atelier

Chaim Gross wurde als Verfechter der „direkten Holzschnitzerei“ bekannt. Zwischen 1926 und 1949 schuf er 75 % seiner Werke in Holz und 10 % in Stein. Obwohl er ausschließlich Handwerkzeuge benutzte, bevorzugte er die härtesten Hölzer, insbesondere solche von dunkler Farbe oder ausgeprägter Maserung. Im Gegensatz dazu bevorzugte er weichen, aber farbigen Stein. Seine Skulpturen sind hauptsächlich totemistische, figürliche Darstellungen von Frauen. Der menschliche Körper wird zur Quelle abstrakter Erfindungen, bei denen Gross die Formen vereinfacht, um dynamische Rhythmen zu betonen. Jede Skulptur ist eine Synthese von Form und Medium. Er verzerrt die Formen, um den zylindrischen Eindruck des Holzblocks zu erhalten. Die Verdichtung der Formen verleiht ihnen Weite und Monumentalität.